# Theodore Pell
Theodore Roosevelt Pell, ameriški tenisač, * 12. maj 1879, New York, ZDA, † 18. avgust 1967, Sands Point, New York, ZDA.
Theodore Pell se je na turnirjih za Nacionalno prvenstvo ZDA v posamični konkurenci najdlje prebil leta 1915, ko je premagal Watsona Washburna in Bealsa Wrighta ter se uvrstil v polfinale, kjer ga je izločil Maurice McLoughlin. Nastopil je na Poletnih olimpijskih igrah 1912, kjer se je uvrstil v tretji krog v posamični konkurenci. Leta 1966 je bil sprejet v Mednarodni teniški hram slavnih.